# Liara tramlapensis
Liara tramlapensis är en insektsart som beskrevs av Andrej Vasiljevitj Gorochov 1994. Liara tramlapensis ingår i släktet Liara och familjen vårtbitare. Inga underarter finns listade i Catalogue of Life.